# Plecia tephra
Plecia tephra är en tvåvingeart som beskrevs av Fitzgerald 1998. Plecia tephra ingår i släktet Plecia och familjen hårmyggor. Inga underarter finns listade i Catalogue of Life.